# Priorato de Aldeby
El Priorato de Aldeby (en inglés: Aldeby Priory) fue una casa monástica benedictina del siglo XII en Aldeby, Norfolk, Inglaterra, en el Reino Unido.
Agnes de Beaupré, quien después fue la esposa de Hubert de Rye, dio en el reinado de Enrique I, la iglesia y la casa solariega de Aldeby a los monjes de Norwich. Después de lo cual el Obispo Herbert estableció aquí un priorato y a tres monjes.
Cuando la iglesia conventual fue fundada, el Obispo Herbert puso la primera piedra fundamental y Hubert y Agnes la segunda. Enrique I aprobó el priorato, que se dedicó en honor de Santa María, la concesión por Hubert de Rye de los diezmos en Swanton, Hockering y Deepham, junto con la iglesia y la casa solariega de Aldeby, y otras subvenciones de Henry de Rye , el hijo de Hubert. Las temporalidades alcanzaron un valor de £ 71 5s. 6d. en el año 1428.
En 1286 William Rosalyne compró del convento anterior y de Norwich el señorío de esta ciudad, excepto ciertos terrenos y el patronato de la iglesia, que fueron reservados para el convento.
El 27 de mayo de 1355, John de Bedingfield, antes prior de Aldeby, fue nombrado en calidad de vicario general para el obispo, para oír las confesiones de las monjas de Bungay. En 1376 Sir Thomas Savage fue enterrado por el pórtico sur de la iglesia prioral. En 1466 murió Lady Isabel Morley quien era heredera de los fundadores, Hubert y Agnes de Rye. En 1481 Edmund Salle, Roger Framlingham, y William Spink fueron los tres monjes de esta célula.
Los priores de las varias células de Norwich tenían que presentar las cuentas anuales a la previa de Norwich. Varios de estos rollos de cuenta para Aldeby son existentes en el Tesoro de la Catedral de Norwich, a saber, 1422-1426, 1440-1442, para el año 1462, y otros doce en intervalos irregulares, la última de ellas para 1523.
En la visita del prior de Norwich en 1514, John Lakenham, el prior de Aldeby, sólo podía dar una explicación pobre de sí mismo y de su celda. No se había entregado en las cuentas del año pasado, aunque dijo que estaba dispuesto a hacerlo; la casa estaba en deuda en la medida de £ 10; él sólo había pagado £ 5 de su pensión anual a la casa de la madre, pero el cillerero celebrado un pantano perteneciente a la célula a través de la exoneración; las puertas de la celda y la fábrica de cerveza estaban en un estado ruinoso. Mandatos del obispo como consecuencia de esta visita insisten en todas las células que regresan cuentas anuales que se depositará en la tesorería de Norwich. Edmund Norwich era antes de Aldeby en la visita de 1532; fue examinado, pero solo en cuanto a la condición del prior de Norwich.